# Tmolus (bướm)
Tmolus là một chi bướm ngày thuộc họ Lycaenidae.

## Các loài
- Tmolus crolinus Butler & Druce, 1872
- Tmolus cydrara (Hewitson, 1868)
- Tmolus echion (Linnaeus, 1767)
- Tmolus mutina (Hewitson, 1867)
- Tmolus ufentina (Hewitson, 1868)
- Tmolus venustus (Druce, 1907)